# Makel
Ein Makel oder Schandfleck ist ein deutlicher Hinweis auf eine Unreinheit oder eine von einer Norm abweichende Eigenschaft oder einen Fehler, die einer Sache, einem Gegenstand oder einer Person anhaftet.
Das Verb mäkeln bedeutet auch Etwas auszusetzen haben, auf Fehler hinweisen, nörgeln, bemängeln und dergleichen.
Häufig verbindet man (vermeintlich) mit Makeln behaftete Dinge oder Personen mit unehrbaren und nicht immer legalen Angelegenheiten. Den betreffenden Menschen betrachtet man mit Misstrauen, was unter Umständen einer Ächtung gleichkommt. Dahin zielt auch die Redewendung: Der Sache (oder Person) haftet ein Makel an. Dabei war makellos bzw. frei von jeglichem Fehler zu sein von jeher ein hohes philosophisches, ästhetisches und/oder moralisches Ideal, das nicht zu erreichen ist. Möglichst weitgehende Makellosigkeit genießt hohes Ansehen, wie z. B. in der Bibel die Jungfrau Maria.
In Verbindung mit dem Aussehen gilt der Begriff Schönheitsmakel als sehr geläufig. Insbesondere Frauen verwenden ihn zur Bezeichnung ungeliebter äußerer Unregelmäßigkeiten. Beispiele für solche subjektiv empfundenen Schönheitsmakel sind Narben, Sommersprossen, Leberflecken, Warzen, Pigmentstörungen, Augenringe oder Tränensäcke.
Bestimmte Makel werden von Prominenten wie Künstlern auch als eine Art Markenzeichen verwendet, um ihre Einzigartigkeit (Individualität) hervorzuheben. So ist beispielsweise Cindy Crawford erst durch ihren Leberfleck über der Lippe so berühmt geworden.